# سیدو جومباتی
سیدو جومباتی (انگلیسی: Sido Jombati؛ زادهٔ ۲۰ اوت ۱۹۸۷) بازیکن فوتبال اهل پرتغال است.
از باشگاه‌هایی که در آن بازی کرده‌است می‌توان به باشگاه فوتبال وایکام واندررز، باشگاه فوتبال بث سیتی، باشگاه فوتبال اکستر سیتی، باشگاه فوتبال چلتنهام تاون، باشگاه فوتبال ویموث، و باشگاه فوتبال بیزینگ‌استوک تاون اشاره کرد.